# Super Mario Maker 2
Super Mario Maker 2 — компьютерная игра в жанре платформер и редактор уровней, разработанная компанией Nintendo и выпущенная эксклюзивно для игровой консоли Nintendo Switch 28 июня 2019 года.

## Сюжет
Замок принцессы Пич был разрушен из-за взлёта ракеты. Марио выполняет задания Тоада и других персонажей, чтобы заработать монеты и заново его построить.
Кампания состоит из более чем 100 уровней, которые можно редактировать чтобы облегчить прохождение или находить спрятанные предметы.

## Геймплей
Игра представляет собой сайд-скроллер платформер в котором игроку дана возможность изменять и создавать собственные уровни из серии игр Super Mario, а затем делиться ими в сети Интернет. Впервые в серии игроки получили возможность ставить отметки «Класс!» и «Не очень...», а также комментировать и добавлять записи к уровням других игроков. Данные действия влияют на статистику уровня и отражаются на статистике его создателя. За первый месяц игроками было создано более 4 миллионов уровней.
Игроку доступны все стили уровней из Super Mario Maker для Wii U и новый стиль, основанный на Super Mario 3D World и добавляющий элементы 3D-платформера. Также добавлены новые темы стилей, такие как: пустыня, снег, лес, небеса и ночные вариации тем, изменяющие физику уровня и добавляющие различные эффекты.
В редактор уровней добавлено множество различных новых предметов, врагов и платформ, таких как покатые склоны, злое солнце, выключатели, хваталка на цепи и другие. Впервые в серии Super Mario Maker появляется сюжетный режим.
Также появилась возможность создавать уровни вместе с другими игроками.

### Новые режимы игры
Марафон Марио: Игрок проходит бесконечную серию уровней от других игроков. В самом начале игроку даётся 5 жизней, игрок может подобрать новые жизни во время прохождения уровней или за правильное взятие флага на финише. Когда жизни заканчиваются марафон завершается, а рекорд записывается в статистику игрока.
Режим имеет 4 уровня сложности: легко, норма, сложно и экстрим, каждый из них имеет свою статистику. Сложность уровней определяется согласно проценту прохождения другими игроками.
Вместе: Четыре игрока вместе проходят уровни, выполняя различные задания или просто проходя уровень на скорость. Уровень считается пройденным когда хотя бы один игрок финиширует.
Данный режим также имеет 4 уровня сложности, который выбирается путём голосования.
Поединок: Четыре игрока соревнуются друг с другом, победителем считается тот, кто первым дойдёт до финиша. Данный режим имеет отдельную таблицу лидеров и рейтинг в статистике игрока.
Ниндзик-забеги: Игрок проходит уровень на скорость, соревнуясь с ниндзиками, являющимися призраками других игроков. После прохождения игроку показывается график мировых рекордов для этого уровня и его место в рейтинге. Режим добавлен в обновлении 2.0.0.
Супермиры: Данный режим представляет из себя карту, содержащую до восьми различных миров, включающих в общей сложности до 40 уровней. Игроку необходимо, имея ограниченное количество жизней, пройти уровни и открыть путь от стартовой точки до замка в конце. Игрок может подбирать различные бонусы и дополнительные жизни на уровнях, либо на карте при нахождении точки с мини-играми. Режим добавлен в обновлении 3.0.0.

### Обновления
2 октября 2019 года вышло обновление, позволяющее играть в режимах Вместе и Поединок совместно со своими друзьями, а так же проходить новые уровни от официальных дизайнеров.
Обновление 2.0.0 вышло 5 декабря 2019 года. Оно добавляет высший меч из игры The Legend of Zelda, подняв который Марио превращается в Линка, способного атаковать мечом, стрелять из лука, блокировать удары врагов щитом и кидать бомбы. Также добавлен новый режим «Ниндзик-забеги», новые блоки для построения уровней и враги.
В обновлении 3.0.0, вышедшем 22 апреля 2020 года, был добавлен новый режим «Супермиры» и редактор «Мастерская миров». Также добавлены новые костюмы, наделяющие Марио различными способностями, элементы уровней, предметы и враги.

## Отзывы и критика
| Сводный рейтинг    | Сводный рейтинг |
| Агрегатор          | Оценка          |
| ------------------ | --------------- |
| GameRankings       | 87,74 %         |
| Metacritic         | 88/100          |
| OpenCritic         | 88/100          |
| Иноязычные издания |                 |
| Издание            | Оценка          |
| Famitsu            | 37/40           |
| Game Informer      | 8,75/10         |
| GameSpot           | 8/10            |
| IGN                | 9,5/10          |

Super Mario Maker 2 получила 88 баллов из 100 на сайте-агрегаторе Metacritic, 87,74 % на GameRankings и 88 из 100 на OpenCritic.
На сайте IGN игре поставили 9,5 из 10 и назвали самым доступным инструментом для разработки игр, который когда-либо создавался. Издание Gameinformer оценило игру на 8.75 балла, отметив, что у Super Mario Maker 2 светлое будущее. Сайт GameSpot поставил 8 баллов из 10, а в качестве самой главной черты выделил возможность дизайнерам, любителям и профессионалам, делиться своим творчеством с миром. Из недостатков игры сразу несколько изданий отметили встречающиеся в совместном онлайн-режиме лаги.

### Продажи
В Великобритании Super Mario Maker 2 стартовала с первой строчки чарта продаж программного обеспечения и удерживала лидерство 2 недели подряд. В Японии в первую неделю было продано более 196 тысяч копий игры. В США игра стала самой продаваемой за июнь 2019 года. В России игрокам, купившим Super Mario Maker 2 в день выхода, дарили стилус, оформленный в стиле серии Super Mario.
Согласно финансовому отчёту Nintendo, за первые 3 дня по всему миру было продано 2,42 миллиона копий игры.